# Société internationale de primatologie
La Société internationale de primatologie (SIP) (en anglais, International Primatological Society, IPS) est une société savante de primatologie à l'échelle internationale.
Créée en 1964, elle tient un congrès international biannuel et organise des rencontres et des symposiums nationaux réguliers. Elle possède une revue, International Journal of Primatology (en), fondée en 1980.
Selon sa propre définition, la société a pour buts d'encourager tous les domaines de la recherche scientifique sur les primates non-humains, de faciliter la coopération entre scientifiques de toutes nationalités actifs en primatologie et de promouvoir la conservation de toutes les espèces de primates.

## Congrès
- Ier congrès : 1966 — Francfort, Allemagne
- IId congrès : 1968 — Atlanta, États-Unis
- IIIe congrès : 1970 — Zurich, Suisse
- IVe congrès : 1972 — Portland, États-Unis
- Ve congrès : 1974 — Nagoya, Japon
- VIe congrès : 1976 — Cambridge, Royaume-Uni
- VIIe congrès : 1978 — Bangalore, Inde
- VIIIe congrès : 1980 — Florence, Italie
- IXe congrès : 1982 — Atlanta, États-Unis
- Xe congrès : 1984 — Nairobi, Kenya
- XIe congrès : 1986 — Göttingen, Allemagne
- XIIe congrès : 1988 — Brasilia, Brésil
- XIIIe congrès : 1990 — Kyoto et Nagoya, Japon
- XIVe congrès : 1992 — Strasbourg, France
- XVe congrès : 1994 — Bali, Indonésie
- XVIe congrès : 1996 — Madison, États-Unis
- XVIIe congrès : 1998 — Antananarivo, Madagascar
- XVIIIe congrès : 2000 — Adélaïde, Australie
- XIXe congrès : 2002 — Pékin, Chine
- XXe congrès : 2004 — Turin, Italie
- XXIe congrès : 2006 — Entebbe, Ouganda
- XXIIe congrès : 2008 — Édimbourg, Écosse
- XXIIIe congrès : 2010 — Kyoto, Japon
- XXIVe congrès : 2012 — Cancún, Mexique
- XXVe congrès : 2014 — Hanoï, Viêt Nam
- XXVIe congrès : 2016 — Chicago, États-Unis
- XXVIIe congrès : 2018 — Nairobi, Kenya
- XXVIIIe congrès : 2020 — Quito, Équateur
- XXIXe congrès : 2022 — Kuching, Malaisie